# Neil Asher Silberman
Neil Asher Silberman (* 19. Juni 1950 in Boston, Massachusetts) ist ein US-amerikanischer Archäologe und Historiker.

## Leben
Er ist ein Absolvent der Wesleyan University in Middletown, Connecticut (1972) und studierte an der Hebräischen Universität in Jerusalem 1974 bis 1976 Biblische und Klassische Archäologie.
Er arbeitete von 2004 bis 2007 als Direktor am Ename Center for Public Archaeology and Heritage Presentation in Belgien, ist aber im Herbst 2007 in die USA zurückgekehrt, wo er seitdem an der University of Massachusetts Amherst tätig ist, seit 2012 in der adjunct faculty. U. a. ist er Mitherausgeber des Archaeology Magazine. Hauptberuflich ist er Managing Partner der Firma Coherit Associates, die sich mit Heritage Planning beschäftigt.

## Veröffentlichungen
- mit Israel Finkelstein: Keine Posaunen vor Jericho. Die archäologische Wahrheit über die Bibel [mit Aktenlage]. C. H. Beck, München 2002, dtv 2004, ISBN 3-423-34151-3
- mit Israel Finkelstein: David und Salomo. Archäologen entschlüsseln einen Mythos. C. H. Beck, München 2006, ISBN 3-406-54676-5
- Neil Asher Silberman: Die Messias-Macher. Der Aufstand von Qumran und die Schriftrollen vom Toten Meer. Lübbe, 1999, ISBN 3-785-70776-2
- mit Angela M. Labrador (Hrsg.): The Oxford Handbook of Public Heritage Theory and Practice. Oxford University Press, Oxford 2018